# مقاطعة جاكسون (فلوريدا)
مقاطعة جاكسون، فلوريدا (بالإنجليزية: Jackson County, Florida)‏ هي مقاطعة في ولاية فلوريدا الأمريكية.